# 2019年世界陸上競技選手権大会ジンバブエ選手団
2019年世界陸上競技選手権大会ジンバブエ選手団は、2019年9月27日から10月6日までカタールのドーハで開催された第17回世界陸上競技選手権大会のジンバブエ選手団。

## 選手団
- 人員: 選手 5人

## 選手名簿・結果
| 選手                   | 種目         | 予選   | 予選 | 決勝          | 決勝     |
| 選手                   | 種目         | 結果   | 順位 | 結果          | 順位     |
| ---------------------- | ------------ | ------ | ---- | ------------- | -------- |
| ンゴニザシェ・マクシャ | 男子マラソン | -      | -    | 2時間18分42秒 | 34位     |
| ムニャラジ・ジャリ     | 男子マラソン | -      | -    | 2時間23分34秒 | 47位     |
| アイザック・ムポフ     | 男子マラソン | -      | -    | 2時間29分24秒 | 52位     |
| チェンゲタイ・マパヤ   | 男子三段跳   | 16.36m | 25位 | 予選敗退      | 予選敗退 |
| ルテンド・ニャオラ     | 女子マラソン | -      | -    | 2時間52分33秒 | 21位     |